# Érd
Érd (německy Hanselbeck, chorvatsky Andzabeg) je město v Maďarsku v župě Pest. Je jejím nejlidnatějším sídlem (s výjimkou Budapešti, která má vlastní samosprávnou jednotku). Spadá pod Budapešťskou metropolitní oblast (de facto se jedná o předměstí na jihozápadním okraji metropole). Žije zde přibližně 71 tisíc obyvatel.

## Historie
Dle archeologických nálezů byla oblast současného města osídlena již před 50 000 lety, jak doložily rozsáhlé archeologické průzkumy, provedené v 60. letech 20. století. 
Město jako takové je poprvé zmiňováno až roku 1243, jeho název Érd může pocházet z maďarského slova erdő (les) nebo ér (pramen). Roku 1543 se ho po pádu pevnosti v Székesféherváru zmocnili Turci, kteří zde postavili nekamenný hrad a mešitu. Pod názvem Hamzabeg jej zmiňoval turecký cestovatel Evlija Čelebi. Úkolem pevnostní stavby bylo hlídat původní cestu z Budína podél Dunaje a dále k Blatenskému jezeru. Základy mešity byly odhaleny během archeologického průzkumu v 60. letech 20. století. Během několika desítek let turecké nadvlády přišly do Érdu Turci ale také jižní Slované. Řada z nich se později asimilovala do většinové společnosti. 

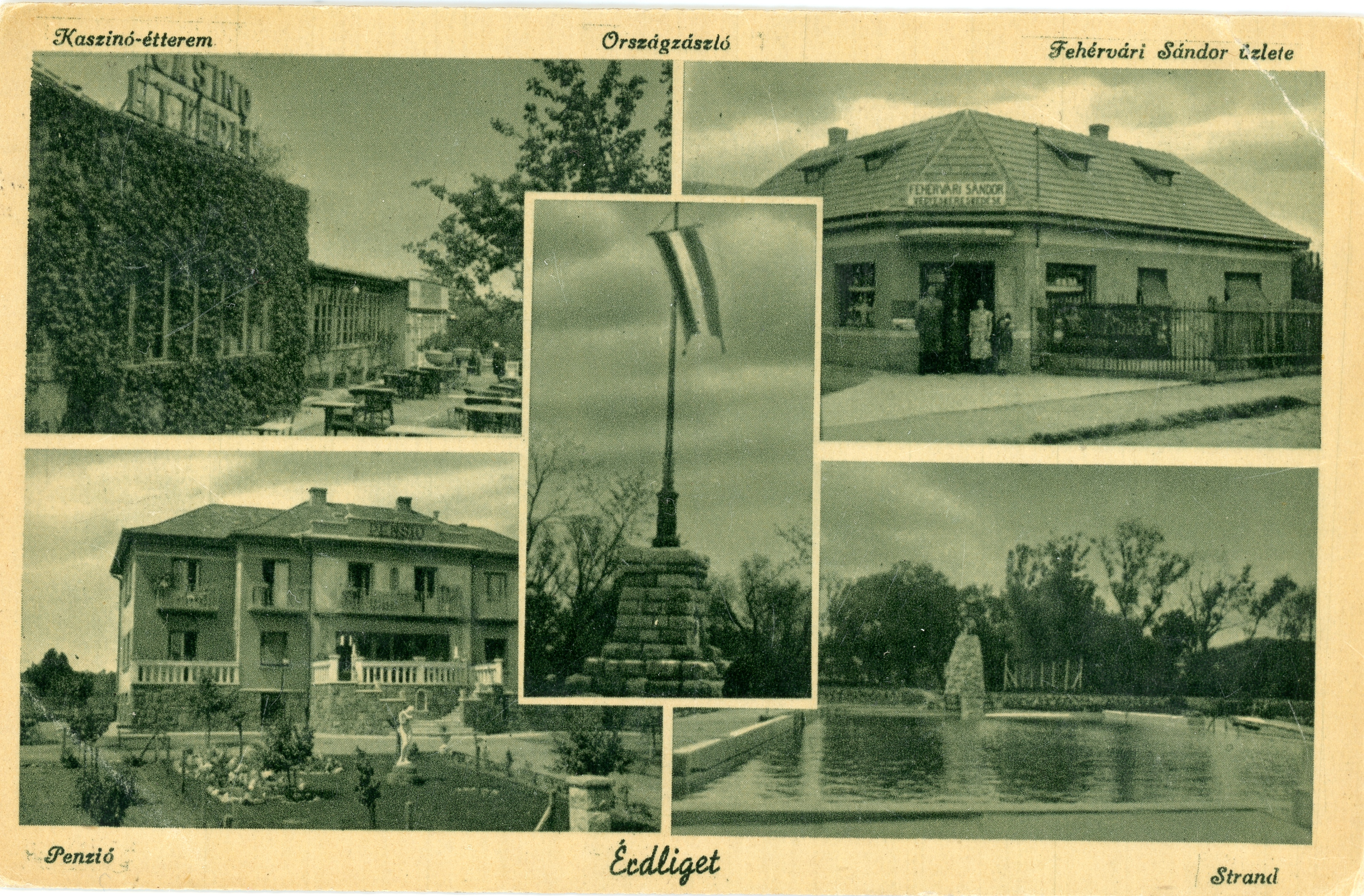
Pohlednice z 60. let 20. století z místních sadů (Érdliget).

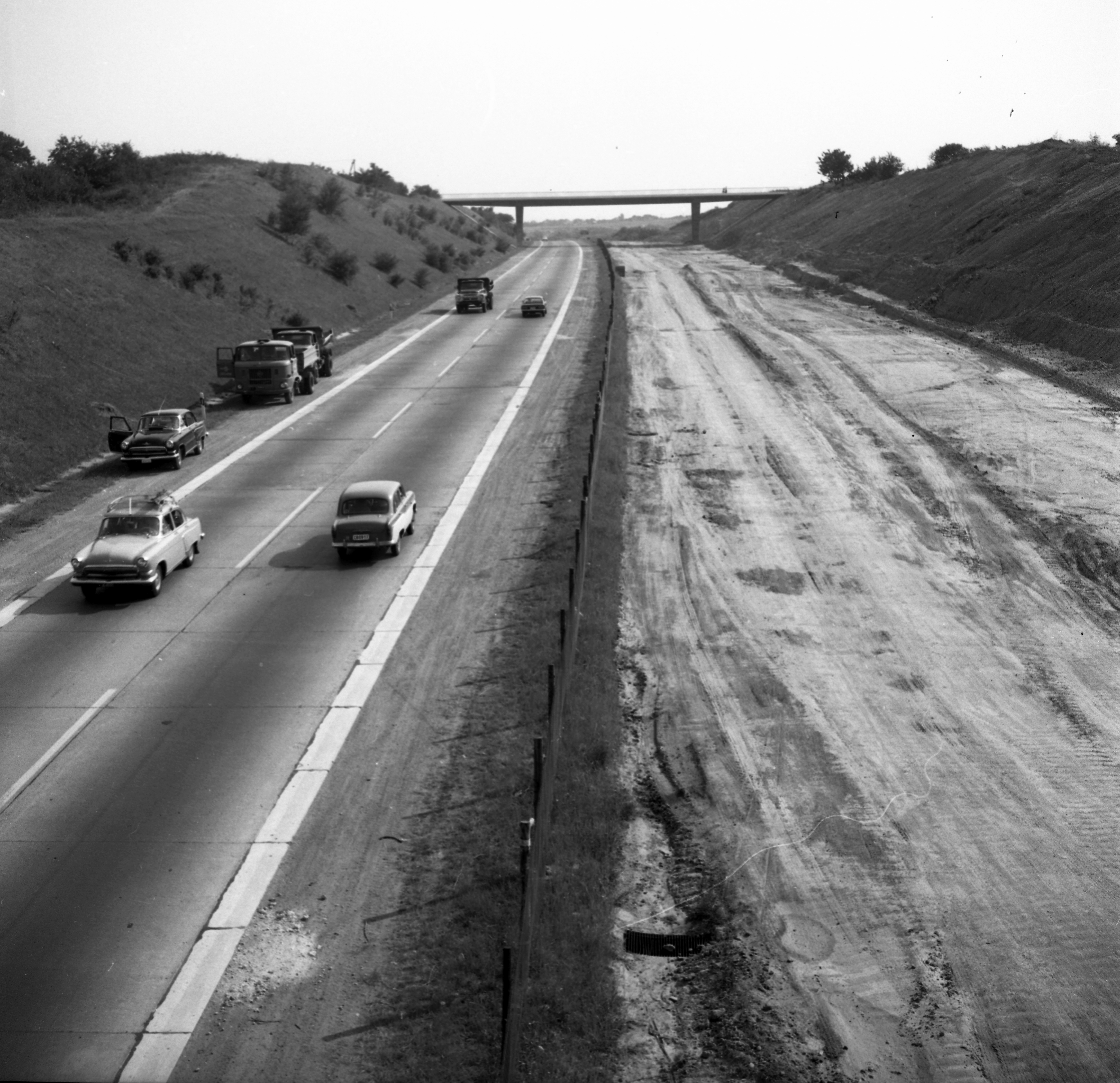
Dálnice M7 postavená u Érdu v tehdy polovičním profilu. Později byla zprovozněna celá.

Turecké nadvlády byl Érd zbaven roku 1684. O rozvoj obce po obnově Uher se zasloužily především dva šlechtické rody – Szapáryové a poté Illesházyové. Představitel druhého uvedeného rodu, Mikuláš Illesházy, který Érd jako panství odkoupil v roce 1722. V 18. století se o rozvoj obce ale zasloužil především jeho vnuk, János Illésházy, který inicioval rozšíření kostela a výstavbu nové budovy fary. Přebudován byl rovněž i hřbitov, vznikly nové sochy (včetně sochy Jana Nepomuckého) a postavena byla také kaple.
Na mapách druhého vojenského mapování se Érd objevuje jako samostatná vesnice (zaznamenán je dokonce i místní minaret). V polovině 19. století se nicméně místní zástavba začala rozšiřovat řadovými domy směrem k silnici z Budapešti do Székesfeherváru (která vedla severně od Érdu). Vznikla tam samostatná část města, označovaná jako Neudorf/Újfalu (Nová ves). Později se střed Érdu přesunul tam a historické centrum obce bylo označováno jako Ófalu neboli Stará ves. Změnu odstartovala ničivá povodeň v roce 1838, při níž velká část místních přišla o střechu nad hlavou. Navíc bylo nezbytné novou osadu postavit tak, aby byla lépe chráněná před případnými dalšími záplavami. Vlastníkem panství byl tehdy rod Batthyányů, který si postavil sídlo, dnes budovu kurie, kde sídlí muzeum.
V druhé polovině 19. století byl vlastníkem érdského panství György Sina.
Později zde rodina Károlyů, která Érd získala v roce 1911, nechala rozparcelovat a postupně rozprodat velké polnosti. Díky jejich značnému počtu byly jako stavební pozemky cenově dobře dostupné. Stavební parcely vznikly na místě původního lesa a sadů. Érd tím upevnil svojí pozici předměstí maďarské metropole a jeho počet obyvatel se začal postupně zvyšovat. Rozvoj obce byl poměrně živelný; nárůst nových domů vedl k problémům se zásobováním vodou a zhoršenému stavu cest. 
Až do roku 1972 byl Érd jen malým zemědělským sídlem, známým především díky pěstování vína. Z průmyslu byla zastoupena pouze cihelna a výroba mouky. V tomto roce nicméně vzniklo při železniční stanici Érd alsó obchodní centrum a postupně se sem přesunul i střed města. Od této doby vznikly zde v 20. století vznikly nové továrny a začali sem jezdit i turisté. Vzhledem k epidemii různých nemocí vinné révy vzrostl v 70. a 80. letech význam i pěstování broskví.
Rostoucí sídlo získalo v roce 1978 status města. Do jeho centra bylo u náměstí Béke tér vybudováno menší sídliště, které je pojmenováno právě po tomto náměstí.
V roce 1985 také u Érdu spadlo letadlo.
Po roce 1990 následoval vzhledem k procesu suburbanizace nedaleké metropole Budapešti opětovný růst počtu obyvatel města. V období let 1990 až 2016 narostl počet obyvatel o dvě třetiny. Okolo dálnice M6 vznikla malá průmyslová zóna (maďarsky Ipari park), kterou tvoří především průmyslové areály. Postavena byla také nová policejní stanice, soudní budova, školy a další instituce.
Vzhledem k rychlému šíření města a neodpovídající infrastruktuře v souvislosti se suburbanizací sousední Budapešti byla v roce 2023 v Érdu vyhlášena stavební uzávěra. Město patří k jedním z nejvyšší kvalitou života v Maďarsku. Město bylo v té době 10. největším v Maďarsku.

## Obyvatelstvo
V roce 2022 žilo v Érdu na 75 000 lidí.
Podle sčítání lidu z roku 2001 žilo ve městě celkem 56 567 obyvatel, z toho 52 821 se přihlásilo k maďarské národnosti, 573 bylo Romů. 334 lidí uvedlo německou národnost, 103 rumunskou a 43 chorvatskou. Existují zde tak minoritní organizace, a to jak srbské, tak i chorvatské. Chorvatská menšinová samospráva zde byla ustanovena v roce 2002.

## Zeleň a parky
Při historické části Érdu se nachází ostrov Beliczay-sziget na Dunaji. Vedou tam různé turistické trasy.
Jihozápadně od Érdu leží rovněž i kopec Kalvária-hegy s kaplí.

## Kultura a významné stavby

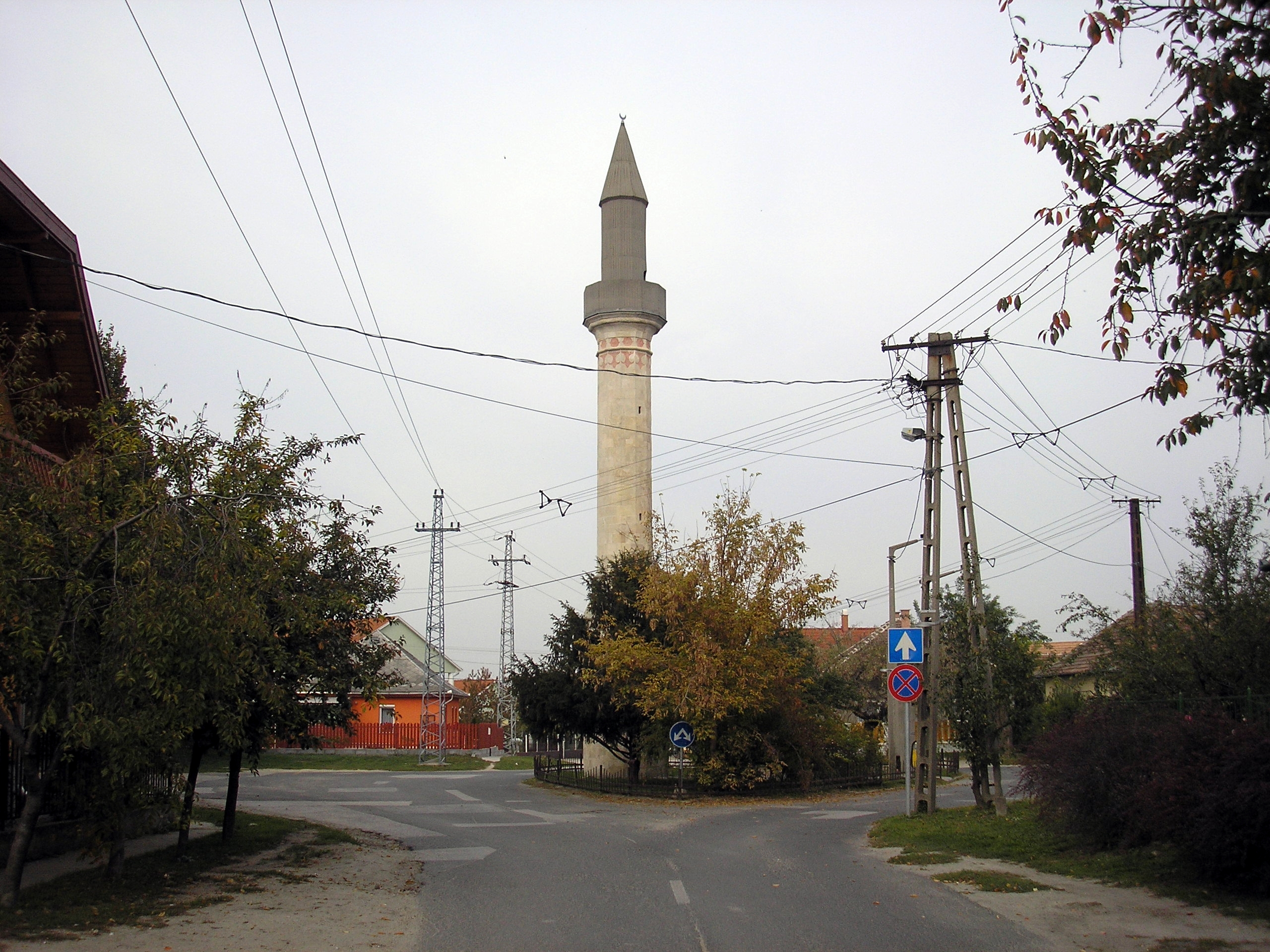
Minaret.

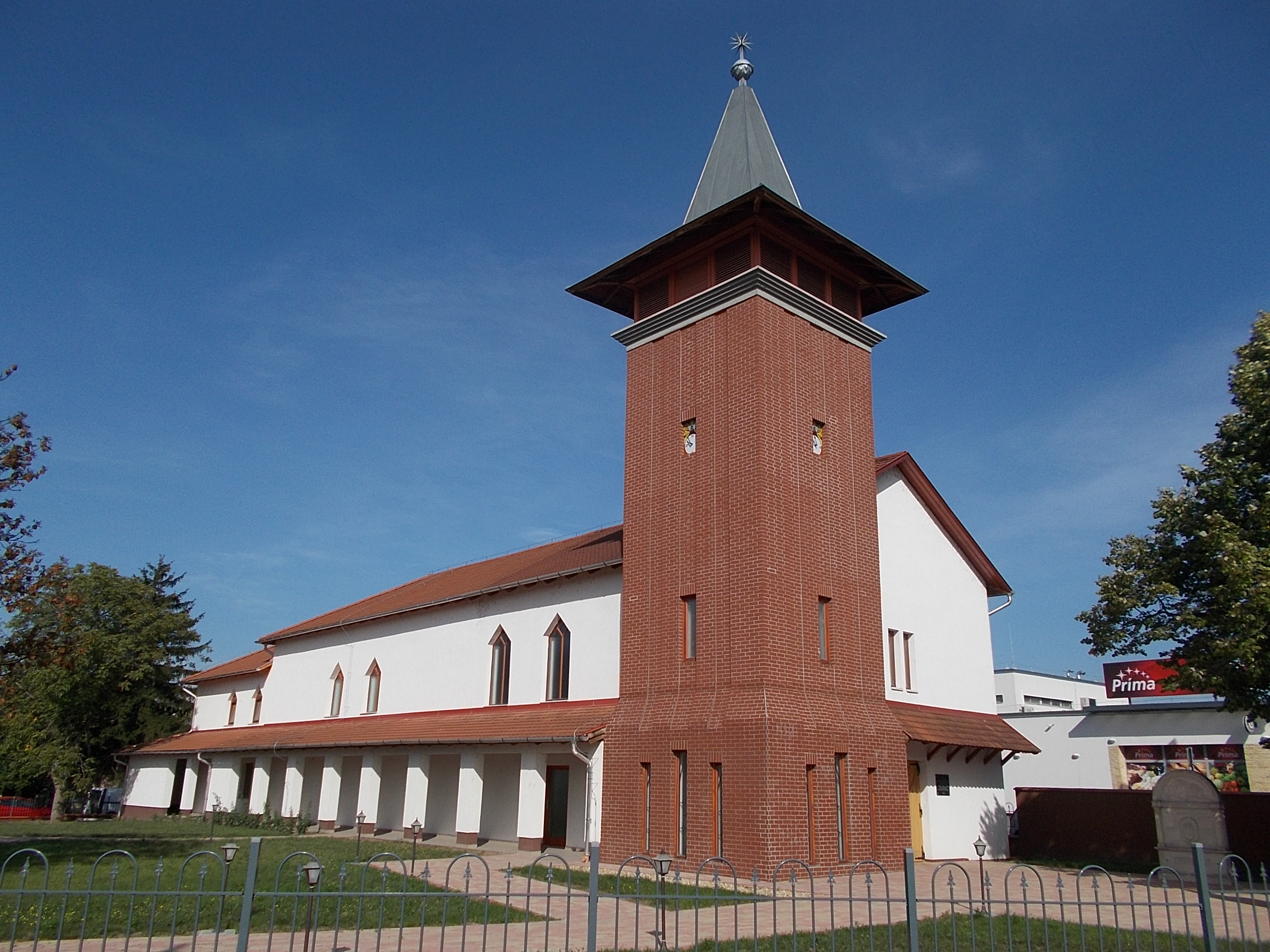
Reformovaný kostel v Érdu.

V samotném středu města se nachází Maďarské zeměpisné muzeum (maďarsky Magyar Földrajzi Múzeum, a to v budově původní kurie (maďarsky Wimpffen kúria). V nedaleké budově k ní se nachází i sportovní muzeum (maďarsky Hely- és sporttörténeti kiállítás).
Místní městská knihovna nese název po Zoltánovi Csukovi. 
- Minaret ze 17. století (jeden ze tří, které se v Maďarsku dochovaly, pozůstatek turecké mešity)
- Kostel svatého Michala.
- Kaple sv. Sebastiána, sv. Rocha a sv. Rozálie.
- Údolí Fundolika s řídce se vyskytujícími rostlinami.
- Hrad Kutyavár
- Pozůstatky starořímské silnice
- Jihozápadně od obce se nachází velká transformátorovna.

## Doprava
Érd má šest vlakových stanic na dvou železničních tratích. Meziměstská doprava je zajišťována příměstskými linkami z Budapešti.
Město má dvě nádraží – stojí ve své bezprostřední blízkosti a jsou odlišena jako Horní a Dolní nádraží (Érd alsó a Érd felső).
Městem původně procházely silnice první třídy celostátního významu (6 a 7). V roce 1992 byl dokončen silniční obchvat města. Později byly okolo Érdu vybudovány dálnice – M7, M0 a M6, které představují část radiálního systému dálnic okolo Budapešti. Třetí uvedená přeťala původní Érd na dvě části.

## Sport
Na západním okraji Érdu se nachází hokejová hala, krytý bazén a sportovní hala. 